# Корпус Белых Фонарей
Корпус Белых Фонарей (англ. White Lantern Corps) — вымышленная организация, появлявшаяся в комиксах компании DC Comics. Дебютировали в Green Lantern vol.4 #20 в июле 2007 года и были созданы писателем Джеффом Джонсом и художником Итаном Ван Скивером.

## Биография
Первый Белый Фонарь появился, когда Синестро на Коругаре был связан с Сущностью, которая являлась воплощением самой жизни. Однако, Сущность была удалена из Синестро Чёрным Фонарем Некроном, но позже соединилась с Хэлом Джорданом, который вместе с Флэшем использовал свою силу чтобы спасти Супермена, Чудо-женщину, Супербоя, Донну Трой, Энимал Мэна, Лёд и Зелёную Стрелу, которые были воскрешены в качестве Чёрных Фонарей под командованием Некрона. Позже, Джордан, используя силу Сущности, смог возродить Чёрную Руку, вместе с которым появилось двенадцать белых колец, которые уничтожили тело Некрона и вернули к жизни Марсианского Охотника Дж’онна Дж’онзза, Аквамэна, Дэдмена, Человека-ястреба, Орлицу, Джейд, Огненного Шторма, Осириса, Лорда Максвелла, Капитана Бумеранга и Профессора Зума.
После победы над Некроном все герои, которые стали Белыми Фонарями, покинули Корпус, кроме Дэдмена, который, как показано в Brightest Day #0, сохранил белое кольцо, чтобы воскрешать других.
В Brightest Day: Aquaman #3 Сущность рассказывает о других причинах воскрешения героев. Она говорит, что положение Земли ухудшилось, а правление Некрона настолько её ослабило, что планета скоро погибнет. Те, кто были воскрешены как Белые Фонари, должны были очистить свои души и помочь сделать то же самое другим, а также помочь Дэдмену, единственному постоянному держателю белого кольца, найти себе преемника, так как Сущность предупредила его о том, что он скоро умрёт. С этой миссией были воскрешены Ронни Реймонд, Человек-ястреб, Орлица, Марсианский Охотник и Аквамен.

### New 52
В этой новой временной шкале события сюжетной линии «Восстание третьей армии» заставляют Кайла Рейнера объединить силы всех семи корпусов, чтобы остановить последнюю угрозу, несмотря на неуверенность Кайла в своей способности направлять силы. После того, как Кайл овладел семью силами эмоционального спектра, он превращается в Белый Фонарь со способностью уничтожать некоторых членов Третьей армии, и теперь, по-видимому, сможет остановить угрозу Стражей Вселенной. Позже Кайл и Кэрол Феррис прибывают на разрушенную планету Коругар. Синестро нападает на них обоих, обвиняя их в том, что его родная планета уничтожена злодейским Первым Фонарём. Он замечает, что Кайл стал Белым Фонарем, и требует, чтобы Коругар был восстановлен, но Кайл не может воскресить Коругара. Синестро борется с Кайлом за белое кольцо, пытаясь самому стать Белым Фонарем, но кольцо отвергает его. Затем белое кольцо переходит во владение Саймона Баз, но он также отклоняется. Затем белое кольцо возвращается в собственность Кайла. 
После того, как он поглотил силу Уравнения Жизни при прохождении через Стену Источника, чтобы победить Реликвия, Кайл понимает, что его сила стала слишком большой для него, чтобы держать все под контролем, и что он очень скоро умрет из-за этого, заставив его создать сущность «Обливион», чтобы уничтожить себя так, чтобы он не мог подвергнуть опасности кого-либо еще. Тем не менее, различные другие обладатели кольца (включая Кэрол и обновленного Святого Уокера) объединяются и убеждают его иметь надежду, в результате чего Кайл вместе с Тамплиерами-Стражами разбивает свое кольцо на семь колец, каждое из которых находит нового владельца, который будет владеть некоторыми из них. Теперь силы Уравнения Жизни, больше не рискуют быть испорченными этой силой (с возможностью воссоединения в одно кольцо во время Великого Кризиса).

## Состав
- Дэдмен[3] — единственный постоянный член Корпуса.
- Новая Болотная тварь (воскрешённый Алек Холланд) - обладает кольцом Белого Фонаря и полностью владеет им.

### Бывшие члены
- Синестро — был одержим Сущностью, пока её не освобождает Некрон.[2][3]
- Хэл Джордан — был одержим Сущностью, покинул Корпус после победы над Некроном.[3]
- Супермен — покинул Корпус после победы над Некроном.[3]
- Зелёная стрела — покинул Корпус после победы над Некроном.[3]
- Кид Флэш — покинул Корпус после победы над Некроном.[3]
- Супербой — покинул Корпус после победы над Некроном.[3]
- Чудо-женщина — покинула Корпус после победы над Некроном.[3]
- Флэш — покинул Корпус после победы над Некроном.[3]
- Донна Трой — покинула Корпус после победы над Некроном.[3]
- Лёд — покинул Корпус после победы над Некроном.[3]
- Энимал Мэн — покинул Корпус после победы над Некроном.[3]
- Бэтмен — был выбран Дэдменом, но позже кольцо показало, что он не был достоин использовать белый цвет силы.[3]

### Двенадцать воскрешенных
Сущностью были воскрешены двенадцать героев и злодеев, которые должны были выполнить конкретную задачу прежде, чем они смогут жить дальше:
1. Дэдмен — поручено находить избранников для того, чтобы принять Сущность.[4]
2. Человек-ястреб (Картер Холл) — предупредить Королеву Хею, чтобы та не покидала Хоукворлд.[4] Выполнено. Вторая — жить отдельно от Орлицы, и тогда он получит наибольшую силу, но он отказался.[5]
3. Девушка-Ястреб — спасти Хат-Сета от убийства Человеком-ястребом.[4] Выполнено. Вторая — жить отдельно от Человека-ястреба, и тогда она получит наибольшую силу, но она отказалась.[5]
4. Марсианский Охотник — сжечь новообразовавшиеся леса на Марсе.[4][6] Выполнено. После выполнения его жизненная сила была объединена с планетой Земля.[7]
5. Аквамен — найти Джексона Хайда до того, как это сделает Эскадрон Смерти Ксебела.[4][6] Выполнено.
6. Огненный Шторм (Рональд Реймонд и Джейсон Раш) — победить Чёрного Фонаря Огненного Шторма (сейчас называет себя Мёртвый Шторм).[4] Выполнено.[8]
7. Ястреб (Хэнк Холл) — поймать бумеранг Капитана Бумеранга, который он отправит в Даун Грейнджер.[4][9]Провалено. Причина: У Аватара Войны не действует Сущность.
8. Профессор Зум — освободить Барри Аллена из Спидфорса. Миссия уже была выполнена в серии «Флэш: Возрождение» (англ. The Flash: Rebirth).[4][10]
9. Капитан Бумеранг — отправить бумеранг в Даун Грейнджер.[4][11]
10. Осирис — спасти свою сестру Исиду и её судьбу.[4][12] Выполнено.[13]
11. Лорд Максвелл — предотвратить попытки Магога ввергнуть мир в войну.[4][14] Выполнено.[15]
12. Джейд — помочь своему брату Обсидиану.[4] Выполнено.[16]

## Оружие
Каждый Белый Фонарь получает в распоряжение белую энергию из белого кольца силы, которое подпитывается от жизни. Воплощение силы Корпуса, Сущность, которая описывается как «богоподобная», показала Синестро, что при помощи белой энергии можно искоренить чёрную энергию Чёрных Фонарей(в новой временной шкале это кольцо было "понижено в должности" но это лишь временно, пока его не вернут в нормальное состояние). Владельцы колец — бессмертны и в состоянии выжить, даже если получили смертельную рану, которую они смогут залечить за несколько минут; кроме этого, кольцо обладает всеми стандартными силами, как и кольца других Корпусов: полёт, защитный щит, конструкции. Белые Фонари могут использовать по своему усмотрению все возможности и функции семи других колец эмоционального спектра. Когда Хэл Джордан получил кольцо, он смог при помощи него создавать дополнительные кольца, восстанавливая убитых Некроном.
Наш свет горит внутри колец,

Наш свет горит внутри сердец.

Мы разрываем тьмы порог,

Мы освещаем путь далекий,

Ничто не ярче и светлей,

Чем свет от Белых Фонарей!
В настоящее время единственным обладателем кольца является Дэдмен, который может с его помощью воскрешать других, а также животных, что он продемонстрировал, воскресив птиц, которые умерли, выпав из гнезда, а также мог преобразовывать опустошённые Прометеиусом леса в снова живые. В Возрождении DC было известно что сила Корпуса равна силой Уравнения Целой Жизни(альтернативный аналог Уравнения Анти-Жизни).